# Бояринцев, Тимофей Алексеевич

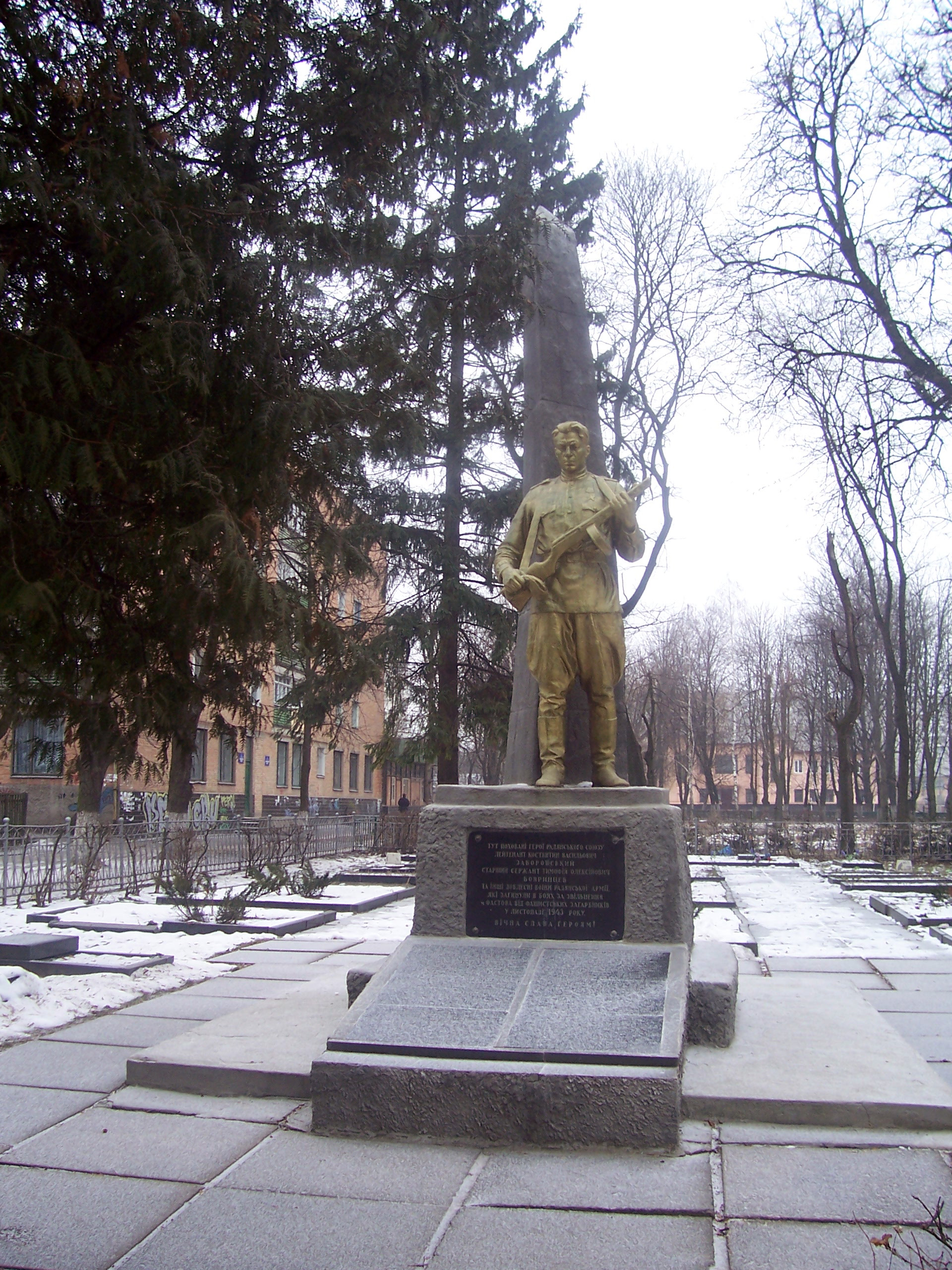
Надгробный памятник на братской могиле в городе Фастове Киевской области Украины.

Тимофе́й Алексе́евич Боя́ринцев (14 [27] февраля 1910, Челябинский уезд, Оренбургская губерния — 20 ноября 1943, Волица, Киевская область) — старший сержант Рабоче-крестьянской Красной Армии, участник Великой Отечественной войны, Герой Советского Союза (1943).

## Биография
Тимофей Бояринцев родился 14 (27) февраля 1910 года в крестьянской семье в деревне Константиновка Куртамышской волости Челябинского уезда Оренбургской губернии. Русский. Решением Курганского облисполкома № 291 от 29 июля 1970 года деревня Константиновка Жуковского сельсовета Куртамышского района Курганской области исключена как сселившаяся, ныне территория деревни входит в Куртамышский муниципальный округ той же области. Русский.
Родители Куртамышской волости деревни Константиновки крестьянин Алексий Прокопиев Бояринцев и сводная жена его Акилина Митрофанова, оба старообрядческой часовенной секты. Крещен 3 марта 1910 года. Восприемник села Белоногово исполняющий должность псаломщика крестьянин Афанасий Васильев Семенов. Таинство крещения совершил священник единоверческой Пророко-Ильинской церкви села Белоногово Стефан Никифоров. (Государственный архив Курганской области, фонд 244, опись 2, дело 102, листы 549—550).
Получил начальное образование, работал в колхозе. 
В 1929 году вместе с родителями переехал на Дальний Восток, в Тыгдинский район Зейского округа Дальневосточного края (ныне Магдагачинский район Амурской области). Тимофей устроился работать на железной дороге на разъезде Дактуй. В 1931 году семья Бояринцевых переехала на прииск Куликан, где Тимофей работал на добыче золота. В 1932 году был призван на службу в Рабоче-крестьянскую Красную Армию, служил на Дальнем Востоке в стрелковом полку.
Демобилизовавшись, вернулся домой, где работал золотодобытчиком на прииске. Работал золотодобытчиком на прииске, а в 1935 году переехал на прииск Яныр (Январский) Тыгдинского района Читинской области (ныне Магдагачинского района Амурской области). На новом месте любимое занятие — охоту сделал своей профессией. Он заключил с торгующими организациями договор на заготовку мяса. Организовал охотничью артель. В 1940 году женился на Зинаиде Федоровне Авериной. Детей в браке не было.
Узнав, что началась Великая Отечественная война он пешком отправился в военкомат из Яныра в Тыгду (75 км). В июле 1941 года был повторно призван на службу. Учился в школе сержантского состава. С мая 1942 года — на фронтах Великой Отечественной войны. Участвовал в боях на Центральном фронте, был тяжело ранен. К августу 1943 года старший сержант Тимофей Бояринцев был помощником командира взвода пешей разведки 109-го стрелкового полка 74-й стрелковой дивизии 13-й армии Центрального фронта. 
8 апреля 1943 года стал кандидатом в члены ВКП(б).
14 мая 1943 года был тяжело ранен. Лечился в госпитале. После госпиталя снова фронт.
В августе 1943 года разведгруппа Т. Бояринцева в течение нескольких дней провела разведку и доставила командованию ценные сведения перед началом операции по форсированию Десны, захватив также и «языка». 21 сентября 1943 года разведгруппа в составе передового подразделения переправилась через Днепр и ушла на разведку. У деревни Колыбань разведчики уничтожили группу немецких солдат. Подоспевшее к месту боя советское подразделение вместе с разведгруппой освободило деревню.
Указом Президиума Верховного Совета СССР от 16 октября 1943 года за «образцовое выполнение заданий командования и проявленные мужество и героизм в боях с немецко-фашистскими захватчиками» старший сержант Тимофей Бояринцев был удостоен высокого звания Героя Советского Союза с вручением ордена Ленина и медали «Золотая Звезда».
20 ноября 1943 года его разведгруппа выполняла очередное задание у села Волица Волицкого сельского совета (укр. Волицька сільська рада (Фастівський район)) Фастовского района Киевской области Украинской ССР, ныне село входит в Кожанскую поселковую общину (укр. Кожанська селищна громада) того же района и области Украины. Разведчики из барака начальника разъезда С.Н. Борисюка шли правым берегом реки Унава. Немцы из замаскированного броневика открыли огонь. Тимофей Алексеевич Бояринцев, шедший первым был убит. Вынести его из-под огня удалось только под утро. Пуля попала под правую руку, прошила тело, пробила сердце. Возвратились разведчики в 11 часов утра и привезли на подводе убитого Бояринцева. Рабочие станции, что жили в бараке, сделали гроб, положили в него тело Бояринцева и отвезли в Фастов. Похоронен в Фастове на братском кладбище (братские и индивидуальные захоронения) в городском парке, так и не успев получить награду Героя Советского Союза, впоследствии парк имени Юрия Гагарина, ныне Европейский парк — 50°04′35″ с. ш. 29°54′53″ в. д.

## Награды
- Звание Героя Советского Союза, 16 октября 1943 года[5][6][7]
  - Орден Ленина
  - Медаль «Золотая Звезда»
- Орден Отечественной войны II степени № 42830, 2 октября 1943 года[8]
- Орден Красной Звезды, 8 октября 1943 года[9]
- Медаль «За боевые заслуги» № 111858, 21 октября 1942 года

## Память
- В городе Куртамыше Куртамышского муниципального округа Курганской области его имя носит одна из улиц, имя присвоено в 1968 году[10].
- В городе Фастове Фастовского района Киевской области Украины его имя носит одна из улиц.
- В селе Тыгде Магдагачинского района Амурской области его имя носит одна из улиц.
- 26 июля 1982 года решением Фастовского райисполкома на окраине села Волица, у семи дубов, где погиб Т. А. Бояринцев, была установлена мемориальная доска с надписью: «Здесь 20 ноября 1943 года геройски сражались разведчики 109-го стрелкового полка 74-й стрелковой дивизии и в неравном бою с фашистскими захватчиками погиб Герой Советского Союза Тимофей Алексеевич Бояринцев, захороненный на братском кладбище в городском парке, в г. Фастов. Пусть память народная о герое живет бессмертно!».
- В преддверии 40-летия Победы бригада слесарей-сборщиков Ивана Ивановича Галайды из Куртамышского райпромкомбината в ноябре 1984 года зачислила в состав своего коллектива Т. А. Бояринцева. С этого времени бригада работала в составе одиннадцати человек за двенадцать. Заработанные на имя Тимофея Алексеевича средства в сумме полутора тысяч рублей были израсходованы на постройку и установку памятника на месте д. Константиновки. Почти два десятка лет стоял он на месте родины героя — бывшей деревни Константиновки, пока вандалы не сорвали с обелиска чугунные плиты с надписью и не увезли ограждение. Этот факт вандализма остался безнаказанным. В 2005 году силами курсантов автошколы под руководством А. П. Постовалова обелиск был восстановлен. С этого времени Куртамышская образцовая автошкола РОСТО (ныне ПОУ «Куртамышская автомобильная школа ДОСААФ России») шефствует над обелиском и ежегодно проводит урок мужества и районные соревнования по пулевой стрельбе, посвящённые памяти Т. А. Бояринцева. Верхнёвская школа проводит уборку прилегающей к памятнику территории — 54°51′31″ с. ш. 64°18′16″ в. д.HGЯO
- Упомянут на обелиске в селе Верхнем Куртамышского муниципального округа Курганской области — 54°54′15″ с. ш. 64°16′14″ в. д.HGЯO
- 7 мая 2015 года на Куртамышском аэродроме был открыт Мемориал Героям Советского Союза — уроженцам Куртамышского района (Т.А. Бояринцев, И.Н. Лоскутников, И.Н. Васильев, Г.А. Борисов, Г.Н. Зубов, А.Г. Матвиенко)[11][12] — 54°55′18″ с. ш. 64°28′04″ в. д.HGЯO
- МБОУ «Тыгдинская средняя общеобразовательная школа имени Т.А. Бояринцева», Амурская область, Магдагачинский район, село Тыгда, ул. Мухина, 2
  - Мемориальная доска установлена на здании школы — 53°06′40″ с. ш. 126°19′44″ в. д.HGЯO

## Семья
Отец Алексей Прокопьевич Бояринцев, мать Акулина Митрофановна, сестра Валентина.
Жена Зинаида Фёдоровна Аверина.